# Gian Paolo Callegari
Gian Paolo Callegari o Giampaolo (Bologna, 7 marzo 1909 – Grottaferrata, 19 ottobre 1982) è stato un giornalista, scrittore, sceneggiatore e regista italiano che è stato attivo in cinema ed in televisione fra gli anni quaranta e gli anni settanta. Conosciuto maggiormente come sceneggiatore, è stato accreditato talvolta con lo pseudonimo di Albert L. Whiteman.

## Biografia
Ha firmato, fra le altre cose, la sceneggiatura dello sceneggiato televisivo del 1958 Canne al vento tratto dall'omonimo romanzo di Grazia Deledda e numerose sceneggiature per film d'avventura, storici e peplum.
Laureato in giurisprudenza, è stato giornalista ed inviato di guerra per diverse testate giornalistiche durante la seconda guerra mondiale. Per il giornale La Tribuna è stato critico cinematografico.

### Attività da scrittore
È stato anche autore di drammi e di romanzi, composti prevalentemente fra il 1940 e la metà degli anni cinquanta. Fra i suoi lavori come scrittore figurano La terra e il sangue, Il cuore a destra, La pista di carbone, Un pugno di mosche, I baroni, Fringuelli per l'arcivescovo, Janchicedda.
Allo scoppiare della seconda guerra mondiale si è avvicinato al cinema scrivendo le prime sceneggiature. La sua prima opera è stata in questo senso il documentario romanzato di argomento aviatorio L'ebbrezza del cielo, girato nel 1940 da Giorgio Ferroni.
Documentarista e regista di film a soggetto, Callegari ha collaborato nel 1946 con Indro Montanelli e Vittorio Metz, autori di un soggetto sulla Resistenza italiana - Pian delle Stelle - commissionato dal Corpo Volontari della Libertà.

## Filmografia

### Come sceneggiatore e regista di seconda unità o aiuto regista
- L'ebbrezza del cielo (1940)
- Il fanciullo del West (1942)
- Macario contro Zagomar (1944)
- Gli inesorabili (1950)

### Come sceneggiatore e regista
- Eran trecento (1952)
- I Piombi di Venezia (1953)
- I misteri della giungla nera (1953)
- La vendetta dei Tughs, in co-regia con Ralph Murphy (1954)
- Accadde di notte (1956)
- Ponzio Pilato (1962)
- Agente Sigma 3 - Missione Goldwather (1967)
- Le calde notti del Decameron (1972)

### Come sceneggiatore
- Luna di miele (1941), non accreditato
- Dagli Appennini alle Ande (1943)
- I trulli di Alberobello (1943)
- Resurrezione (1944)
- I fuorilegge (1949)
- Vivere a sbafo (1949)
- Vogliamoci bene! (1950)
- Stromboli terra di Dio (1950)
- Ultimo incontro di Gianni Franciolini (1951)
- Il tesoro del Bengala, regia di Gianni Vernuccio (1953)
- Il ragazzo dal cuore di fango (1957)
- La rivolta dei gladiatori, regia di Vittorio Cottafavi (1958)
- Giuditta e Oloferne (1959)
- Teseo contro il minotauro (1960)
- Il gladiatore di Roma (1962)
- L'eroe di Sparta (1962)
- Ponzio Pilato (1962)
- Maciste contro lo sceicco (1962)
- L'eroe di Babilonia, regia di Siro Marcellini (1963)
- Goliath e la schiava ribelle, regia di Mario Caiano (1963)
- L'ultimo gladiatore (1964)
- Il ponte dei sospiri (1964)
- Password: Uccidete agente Gordon, regia di Sergio Grieco (1966)
- Il lungo, il corto, il gatto (1967)
- Come rubammo la bomba atomica (1967)
- È stato bello amarti (1968)
- Virilità (1974)

## Televisione
- Canne al vento (1958)
- Un errore giudiziario (1962, anche regia)
- Nella terra di Don Chisciotte (1964, serie televisiva)
- La piramide senza vertice (1969, originale televisivo)

## Opere
- La terra e il sangue,
- Il cuore a destra,
- La pista di carbone,
- Un pugno di mosche,
- I baroni,
- Fringuelli per l'arcivescovo,
- Janchicedda
- Cristo ha ucciso o L'uomo che uccise Pilato